# Ornatenton-Formation
- Humph.-Fm. = Humphriesioolith-Formation
- L.Bk-Fm = Liegende Bankkalk-Formation
- H.Bk-Fm = Hangende Bankkalk-Formation
- Zm-Fm = Zementmergel-Formation
- S.-Fm = Solnhofen-Formation
- Rö.-Fm = Rögling-Formation
- U.-Fm = Usseltal-Formation
- Mö.-Fm = Mörnshein-Formation
- N.-Fm = Neuburg-Formation
- R.-Fm = Rennertshofen-Formation

Die Ornatenton-Formation (früher nur Ornatenton) ist eine lithostratigraphische Gesteinsformation des Süddeutschen Jura und der Norddeutschen Dogger-Gruppe. Sie wird in Süddeutschland von der Variansmergel-Formation unterlagert, und regional unterschiedlich von der Kandern-Formation und der Impressamergel-Formation überlagert. Im Wutach-Gebiet wird sie durch die Wutach-Formation ersetzt. Sie erreicht eine Mächtigkeit bis etwa 50 m und wird in das höhere Callovium datiert. Die Obergrenze ist allerdings etwas diachron.

## Geschichte und Namensgebung
Die Ornatenton-Formation des Süddeutschen Jura wurde von Gert Bloos, Gerd Dietl und Günter Schweigert 2005 vorgeschlagen. Der Name geht aber bereits auf Friedrich August Quenstedt, der diesen Abschnitt des Süddeutschen Jura als 1857 „Ornatenthon“ bezeichnet hatte. Die Ornatenton-Formation ist nach dem Ammoniten Ammonites ornatus von Schlotheim (heute Kosmoceras ornatum) benannt. Allerdings verstand Quenstedt etwas anderes darunter als der Erstautor von Schlotheim; er wendete den Namen auf verschiedene Arten der Gattung Kosmoceras an. Eine Typlokalität, wie sie eigentlich zur Definition einer lithostratigraphischen Einheit verlangt wird, ist bisher noch nicht festgelegt worden.

## Definition und Verbreitungsgebiet
Die Ornatenton-Formation im Süddeutschen Jura umfasst überwiegend Tonsteine mit einigen eingelagerten Eisenoolith-Bänken (Macrocephalen- und Anceps-Oolith), glaukonitischen Sandsteinen und einem Horizont mit Kalkkonkretionen (Lamberti-Knollen). Die Mächtigkeit variiert im Gebiet der Schwäbischen Alb zwischen wenigen Metern bis etwa 50 m im Plettenberg-Gebiet. Das Verbreitungsgebiet erstreckt sich von der Ostalb bis in das Rheintal. Im Wutachgebiet wird sie von der Wutach-Formation ersetzt. Dieser Faziesbereich zieht sich weiter in die Schweiz, wo sie als „argovische“ Fazies bekannt ist. Weiter nach Osten in der Fränkischen Alb verzahnt sie sich mit der Sengenthal-Formation. Die Untergrenze wird von der Unterkante des Macrocephalenooliths gebildet, die Obergrenze liegt oberhalb des Horizonts der Lamberti-Knollen und dem farblichen Wechsel zur Impressamergel-Formation.

## Zeitlicher Umfang und Untergliederung
Die Sedimente der Ornatenton-Formation wurden während des obersten Bathonium und überwiegend während des Callovium abgelagert. Die Ornatenton-Formation reicht lokal bis in das untere Oxfordium hinein. Die Ornatenton-Formation umfasst maximal bis zu neun Ammonitenzonen: Clydoniceras discus, Bullatimorphies bullatus, Macrocephalites gracilis, Reineckeia anceps, Erymnoceras coronatum, Peltoceras athleta, Quenstedtoceras lamberti, Quenstedtoceras mariae und wahrscheinlich noch Cardioceras cordatum.
Die Ornatenton-Formation wird in drei Subformationen unterteilt: die Macrocephalen-Subformation, die Ornatenton-Subformation und die Glaukonitsandmergel-Subformation.

## Die Ornatenton-Formation in der Norddeutschen Dogger-Gruppe
Bereits 1993 hatte Eckhard Mönnig eine Ornatenton-Formation  in der Norddeutschen Dogger-Gruppe vorgeschlagen, die in ihrer Grenzziehung und auch in der chronostratigraphischen Reichweite von der Ornatenton-Formation des Süddeutschen Jura etwas differiert. Auch die lithologische Abfolge innerhalb dieser Formation unterscheidet sich etwas von Ornatenton-Formation des Süddeutschen Jura. Es bleibt abzuwarten, ob die Ornatenton-Formation der Norddeutschen Dogger-Gruppe und des Süddeutschen Jura wirklich in einem einheitlichen Sedimentationsraum abgelagert wurden (und den gleichen Namen zu Recht tragen) oder evtl. die eine der beiden Ornatenton-Formationen umbenannt werden muss. Die obige Beschreibung bezieht sich nur auf die Ornatenton-Formation des Süddeutschen Jura.

### Online-Quelle
- Eckhard Mönnig: Ornatenton-Formation (in Norddeutschland). In LithoLex (Online-Datenbank). Hannover: BGR. Letztes Update: 29. August 2006, Datensatz-ID:4012001, online abgerufen am 17. Mai 2009.